# Bullera variabilis
Bullera variabilis är en svampart som beskrevs av Nakase & M. Suzuki 1987. Bullera variabilis ingår i släktet Bullera och familjen Tremellaceae.   Inga underarter finns listade i Catalogue of Life.